# Trachelipus vespertilio
Trachelipus vespertilio är en kräftdjursart som först beskrevs av Gustav Budde-Lund 1896.  Trachelipus vespertilio ingår i släktet Trachelipus och familjen Trachelipodidae. Inga underarter finns listade i Catalogue of Life.